# Black Dome Mountain
Black Dome Mountain är ett berg i Kanada.   Det ligger i provinsen British Columbia, i den sydvästra delen av landet, 3 500 km väster om huvudstaden Ottawa. Toppen på Black Dome Mountain är 2 252 meter över havet.
Terrängen runt Black Dome Mountain är huvudsakligen kuperad.Trakten runt Black Dome Mountain är nära nog obefolkad, med mindre än två invånare per kvadratkilometer.. Det finns inga samhällen i närheten.
I omgivningarna runt Black Dome Mountain växer i huvudsak barrskog.